# Falanges medias
Las falanges medias o falanginas son los huesos localizados entre las dos articulaciones de los dedos de las manos y de los pies. El dedo pulgar y el dedo gordo del pie carecen de esta falange. Estos huesos se caracterizan por tener una superficie dorsal convexa y otra palmar plana. También tienen un tamaño intermedio entre las otras falanges de la mano.